# Czubata Skała

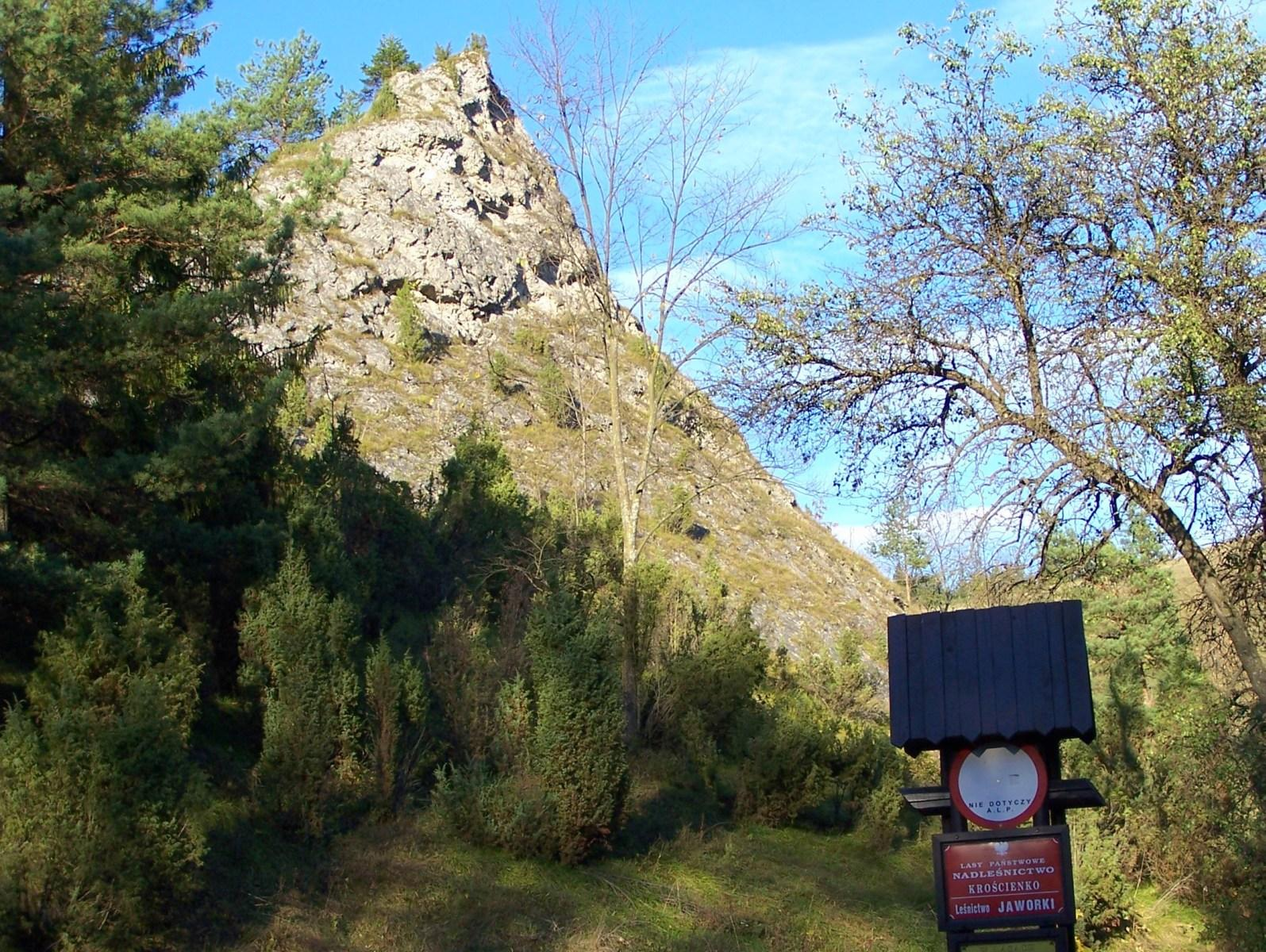

Czubata Skała lub Czubata – duża wapienna skała w rezerwacie przyrody Biała Woda w Małych Pieninach. Znajduje się w pierwszym odcinku tego rezerwatu, tuż za punktem sprzedaży biletów wstępu, po północnej stronie potoku Biała Woda, przy drodze. Porośnięta jest jałowcami i murawami naskalnymi z ciekawą florą roślin wapieniolubnych. Wznosi się na wysokość 675 m n.p.m. Naprzeciwko niej, po drugiej stronie potoku znajduje się jeszcze wyższa Smolegowa Skała (715 m). Obydwie te skały, oraz inne jeszcze tworzą krótki Wąwóz Międzyskały.
Czubata Skała, zwana też Czubatką, ma z trzech stron urwiste ściany o wysokości do 70 m i grań o długości około 100 m, łatwo dostępna jest tylko od północy. Znajduje się w miejscowości Jaworki w województwie małopolskim, w powiecie nowotarskim, w gminie miejsko-wiejskiej Szczawnica.